# 조선연무관
조선연무관(朝鮮研武館)은 제2차 세계대전 이후 한국에서 발생한 최초의 5 관 중 하나였다. 일본에서 공부하고 20세기 전반에 한국으로 돌아온 많은 한국 학생들이 일본 무술을 가지고 와서 일본 가라테의 일반적인 형태( 쇼토칸 )를 가르치던 곳의 이름이었다 . 스타일로서의 연무관은 결국 다양한 이전 학생들에 의해 지도관으로 이름이 바뀌었고 오늘날 태권도라고 알려진 무술의 발전에 기여한 핵심 형식 중 하나가 되었다.
다른 관들과  달리 연무관은한국 가라테 역사의 초기에 사라졌고, 태권도라는 새로운 한국의 국기로 공식적으로 통합되지는 않았다. 그러나 오늘날에도 여전히 이전 이름을 사용하는 곳들이 있다.

## 같이 보기
- 태권도 원조 사범
- 관 (무술)
- 한국 무술